# Nicéforo Parsacuteno
Nicéforo Parsacuteno (en griego: Νικηφορος Παρσακουτενος) fue un noble bizantino y sobrino del emperador Nicéforo II Focas.

## Biografía
El apellido de la familia (erróneamente escrito Παρσακουντηνός, Parsacunteno, en algunos manuscritos) deriva de la localidad de «Parsácuta» (Παρσακούτη). Su padre, Teódulo Parsacuteno, se casó con una dama del poderoso clan de los Focas, aparentemente una hija del general Bardas Focas el Viejo, padre del general y futuro emperador Nicéforo II Focas. Nicéforo tenía dos hermanos, Teodoro y Bardas, y aparentemente era el más joven de los hijos de Teódulo.
Según fuentes árabes, en una batalla en Adata el 19 de octubre de 954, Teódulo Parsacuteno y uno de sus hijos, ya sea Bardas o Nicéforo, fueron hechos prisioneros por el emir hamdánida Sayf al-Dawla. El hermano mayor, Teodoro, trató de rescatar a su padre y a su hermano por el primo de Sayf al-Dawla, Abu Firas, a quien capturó en el otoño de 962, pero no fue hasta un intercambio de prisioneros el 23 de junio de 966 que los cautivos bizantinos retenidos por Sayf al-Dawla fueron puestos en libertad.
Los Parsacutenos apoyó la rebelión de su primo Bardas Focas el Joven contra Juan I Tzimisces en 970, con sede en Cesarea de Capadocia. Sin embargo, tan pronto como el ejército leal al mando de Bardas Esclero se acercó a ellos, desertaron y se pasaron al emperador. Es probable que la familia fuera exiliada a partir de entonces, y recién rehabilitada en 978, cuando el emperador Basilio II llamó al servicio activo al propio Bardas Focas para hacer frente a la rebelión de Bardas Esclero. En el verano u otoño de 979, después de que Esclero fuera derrotado, varios de sus partidarios permanecieron desafiantes en los fuertes que controlaban, desde los cuales dirigieron incursiones. Nicéforo fue enviado al Tema tracesiano, donde persuadió a los partidarios de Esclero para que se rindieran con la promesa de una amnistía del emperador.